# Liste der Gerechten unter den Völkern aus Bulgarien

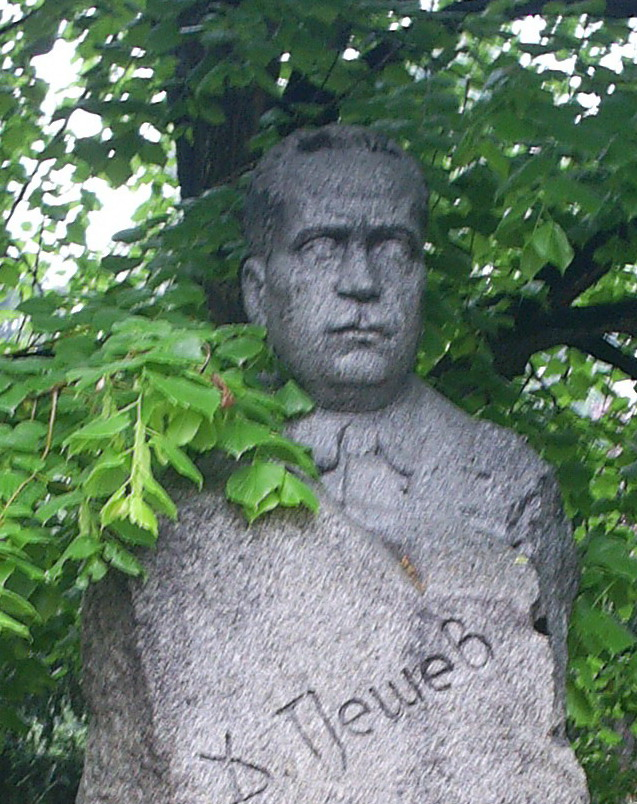
Standbild von Dimitar Peschew, der entscheidend zur Rettung der 50 000 bulgarischen Juden beitrug, in Kjustendil

Die Liste der Gerechten unter den Völkern aus Bulgarien führt in alphabetischer Reihenfolge diejenigen Bulgaren und Bulgarinnen auf, die von der Gedenkstätte Yad Vashem mit dem Titel Gerechter unter den Völkern geehrt wurden.

## Hintergrund
Dieser Titel wird an nichtjüdische Einzelpersonen verliehen, die unter nationalsozialistischer Herrschaft während des Zweiten Weltkriegs ihr Leben einsetzten, um Juden vor der Ermordung zu retten.
20 Bulgaren und Bulgarinnen haben bisher den Titel Gerechter unter den Völkern verliehen bekommen.

## Liste
Die Liste ist alphabetisch nach Nachnamen geordnet. Hinter dem Namen ist jeweils das Geburtsdatum, das Sterbedatum, der Ort der Rettung, der Grund der Ehrung und das Jahr der Ehrung angegeben.
| Name                                  | Geboren       | Gestorben     | Ort der Rettung | Grund der Ehrung | Jahr |
| ------------------------------------- | ------------- | ------------- | --------------- | --- | ---- |
| Spiro Denkow                          | 1919          | 1996          | Sofia           | Spiro Denkow, der im jüdischen Viertel in Sofia lebte, unterstützte während der nationalsozialistischen Verfolgung bedürftige jüdische Familien mit Nahrung und Geld. Außerdem schmuggelte er – als im Mai 1943 die Juden aus Sofia vertrieben wurden – jüdische Mitbürger über die Grenze nach Rumänien. | 1971 |
| Rubin Dimitrow                        | 1915          | 5. Jan. 1995  | Sofia           | Rubin Asen Dimitrow lebte in Sofia bei seiner Großmutter, die ein Haus und eine Bäckerei im Herzen des jüdischen Viertels Yuch Bunar besaß. Am 24. Mai 1943 demonstrierten viele Juden der Stadt gegen ihre geplante Deportation. Als die Polizei die Demonstration gewaltsam auflöste, gestattete Dimitrow etwa 20 jüdischen Mitbürgern sich in der Bäckerei zu verstecken und später durch den Hinterausgang zu fliehen. Den etwa 400 verhafteten Demonstranten an diesem Tag brachte er außerdem auf Wunsch ihrer Angehörigen Lebensmittelpakete ins Gefängnis. Auch er wurde daraufhin verhaftet, verhört und – mit bleibenden Schäden – misshandelt. Trotz der Prügel brachte Dimitrov den jüdischen Internierten in verschiedenen Arbeits-lagern weiterhin Lebensmittelpakete, Kleidung und Briefe.                                           | 1963 |
| Anna Georgiewa Damianowa Popstefanowa |               |               | Skopje          | Anna Popostefanowa und ihr Ehemann Stefan Popostefanow, sie Theaterschauspielerin und er Polizist aus Skopje, versteckten – als im März 1943 die Deportationen der Juden in die Konzentrationslager begannen – das jüdische Ehepaar Moni und Rachel Kario mit ihren drei Kindern bei sich in der Wohnung, organisierten weitere Verstecke in der Stadt und ermöglichten deren Flucht nach Albanien. | 1983 |
| Pawel Gerdschikow                     | 1906          | 1985          | Sofia           | Dr. Pavel Gerdschikow, ein Arzt und Offizier der bulgarischen Armee, war Leiter des Militärkrankenhauses in Sofia. Zu seinen Patienten gehörten hochrangige Beamte und prominente jüdische Familien. Im Mai 1943, als den Juden Sofia verlassen und in die Provinz ziehen mussten, bot Gerdschikow der befreundeten Familie Levi – Avraham Levi, seiner Frau und zwei jugendlichen Töchtern – an, sich in seinem Haus zu verstecken. Hier konnte die Familie Levi bis Januar 1944 bleiben. | 1980 |
| Wera Ichkowa-Pasewa                   |               |               | Sofia           | Wera Pasewa aus Sofia versteckte ab 1942 den befreundeten jüdischen Geschäftsmann Yaakov Levi und seinen siebenjährigen Sohn Nissim in ihrer Wohnung, beschaffte gefälschte Papiere für die beiden und organisierte später ein Versteck in dem kleinen Dorf Pestera im Süden des Landes. | 1987 |
| Mladen Iwanow                         | 23. Jan. 1923 | 6. März 2012  | Sofia           | Mladen Iwanow lebte mit seinen Eltern im jüdischen Viertel von Sofia, hatte zahlreiche jüdische Freunde und wurde als „der Verteidiger des jüdischen Ghettos“ bekannt. Zahlreiche jüdische Mitbürger fanden bei ihm tage- und wochenlang Schutz, er verhindertepersönlich körperliche Angriffe auf Juden, beschaffte für sie falsche Papiere und neue Verstecke. | 1991 |
| Wassili Iwanow                        | 13. Jan. 1896 | 28. Juli 1980 | Odessa          | Wassili Iwanow gelang es nach dem Einmarsch der deutschen und rumänischen Truppen in Odessa am 16. Oktober 1941 seine jüdische Frau Sarra Teplich, zwei ihrer Töchter aus erster Ehe, ein gemeinsames Kind und ein Enkelkind bis zur Befreiung der Stadt im April 1944 zu verstecken und sie vor Deportation zu bewahren. | 2007 |
| Dimo Kasassow                         | 17. Sep. 1886 | 13. Jan. 1896 | Sofia           | Dimo Kasassow, ein prominenter Parlamentarier und Publizist, setzte sich in seiner Zeitung für die jüdische Minderheit in seinem Land ein. Am 19. Mai 1943 protestierte er öffentlich – zusammen mit einer Gruppe von 20 prominenten Schriftstellern, ehemaligen Ministern und Armeeoffizieren – gegen den Befehl zur Vertreibung der Juden in die Provinz. Darüber hinaus versteckte er drei Führer der jüdischen Gemeinde – Josef Geron, Dr. Isaac Kalmy und Menachem Fianov – in seinem Haus. Gegen Ende 1943 wurde er Mitglied des bulgarischen Untergrunds und schrieb weiterhin Flugblätter gegen die Verfolgung der Juden. | 1966 |
| Atanas Kostow                         | 1900          | 1961          | Skopje          | Dr. Atanas Kostow war 1941 in Skopje für die Organisation des medizinischen Dienstes zuständig. Unter den Ärzten und Apothekern befanden sich auch einige Juden, die durch die antijüdische Gesetzgebung der bulgarischen Regierung in Mazedonien und Thrakien diskriminiert wurden. Dr. Kostov lehnte diese Diskriminierungspolitik ab und bot seinen jüdischen Kollegen die Möglichkeit, an kleinen und weit entfernten Orten zu arbeiten. Als 1943 die Deportation der Juden begann, gelang es Dr. Kostow seine jüdischen Kollegen mit ihren Familien aus dem Lager zu befreien, insgesamt 58 Personen. | 2002 |
| Wladimir Kurtew                       | 1888          | 7. Juni 1946  | Kyustendil      | Wladimir Kurtew, ein Lehrer aus Kjustendil, unterhielt enge Beziehungen zur jüdischen Gemeinde seiner Stadt. Als im Februar 1943 die Deportation der bulgarischen Juden in die Vernichtungslager vorbereitet wurde, gehörte er – zusammen mit Assen Suitschmesow, Petar Michalew und Iwan Momtschilow – zu einer Delegation seiner Stadt, die nach Sofia fuhr, um sich beim Parlament für die Aufhebung der Deportationsbefehle einzusetzen. Die Bemühungen der Delegierten zahlten sich – zusammen mit Bemühungen anderer Repräsentanten von Kirche und Staat – aus und es gelang die Deportationen in vielen Teilen Bulgariens zu verhindern. | 2010 |
| Konstantin Markow                     | 3. Jan. 1901  | 7. März 1971  | Plowdiw         | Patriarch Cyril, mit bürgerlichem Namen Konstantin Markow Konstantinow, war seit 1938 Metropolit von Plowdiw. Im März 1943 bekundete er öffentlich seine Solidarität mit der jüdischen Gemeinde von Plowdiw. Hintergrund war eine großangelegte Deportation von etwa 600 jüdischen Personen, die am 10. März stattfinden sollte. Die Personen wurden verhaftet und in einer jüdischen Schule festgehalten. Kiril wurde am frühen Morgen darüber informiert und wandte sich unmittelbar an den Zaren Boris III. Zusammen mit seinen Anhängern suchte er die Schule auf und verhinderte, dass die jüdischen Personen deportiert wurden. Unter anderem kündigte er an, sich persönlich auf die Gleise zu legen, um eine Abfahrt zu verhindern. | 2001 |
| Michail G. Michailow                  |               |               | Sofia           | Michail G. Michailow, ein Buchhalter aus Sofia, hatte einen großen jüdischen Freundeskreis. Als einige seiner Freunde in Zwangsarbeitslager geschickt wurden, brachte er ihnen Essen, Medikamente und Kleidung ins Lager. Für andere jüdische Freunde erreichte der die Freilassung aus dem Lager. Als die jüdischen Mitbürger aus Sofia 1943 in die Provinz vertrieben wurden, versorgte er seine Freunde auch dort mit Lebensmitteln und Medikamenten und verwahrte ihre Wertsachen und ihr Eigentum. | 1971 |
| Petar Michalew                        | 1899          | 1985          | Kyustendil      | Petar Michalew war Anwalt und Parlamentarier in Kyustendil. Als im Februar 1943 die Deportation der bulgarischen Juden in die Vernichtungslager vorbereitet wurde, gehörte er – zusammen mit Assen Suitschmesow, Wladimir Kurtew und Ivan Momchilow – zu einer Delegation seiner Stadt, die nach Sofia fuhr, um sich beim Parlament für die Aufhebung der Deportationsbefehle einzusetzen. Die Bemühungen der Delegierten zahlten sich – zusammen mit Bemühungen anderer Repräsentanten von Kirche und Staat – aus und es gelang die Deportationen in vielen Teilen Bulgariens zu verhindern. | 1973 |
| Iwan Momtschilow                      | 1888          | 1966          | Kyustendil      | Iwan Momchilow war Anwalt in Kjustendil. Als im Februar 1943 die Deportation der bulgarischen Juden in die Vernichtungslager vorbereitet wurde, gehörte er – zusammen mit Assen Suitschmesow, Wladimir Kurtew und Petar Michalew – zu einer Delegation seiner Stadt, die nach Sofia fuhr, um sich beim Parlament für die Aufhebung der Deportationsbefehle einzusetzen. Die Bemühungen der Delegierten zahlten sich – zusammen mit Bemühungen anderer Repräsentanten von Kirche und Staat – aus und es gelang die Deportationen in vielen Teilen Bulgariens zu verhindern. | 1991 |
| Dimitar Peschew                       | 1894          | 25. Feb. 1973 | Sofia           | Dimitar Peschew verhinderte am 9. März 1943 in seiner Eigenschaft als stellvertretender bulgarischer Parlamentspräsident durch seine Intervention bei Innenminister Gabrowski und gegenüber dem bulgarischen Zaren Boris III. den Abtransport der bulgarischen Juden. | 1973 |
| Stojan Popgeorgiew                    | 7. Sep. 1878  | 1957          | Sofia           | Der Metropolit Stefan I., mit bürgerlichem Namen Stojan Popgeorgiew}, war ein Gegner des bulgarischen Bündnisses mit dem Dritten Reich. Als angesehenes Kirchenoberhaupt der bulgarisch-orthodoxen Kirche intervenierte er am 24. Mai 1943 gegen die Deportation der bulgarischen Juden. Nachdem er eine Delegation aus Vertretern der jüdischen Gemeinde empfangen hatte, wandte er sich unmittelbar an Zar Boris III. und forderte ihn auf, die Deportationen auszusetzen, da diese in fundamentalem Gegensatz zur traditionellen Toleranz der Bulgaren stünden. Im Übrigen würde auch Gott ihn für seine Taten zur Rechenschaft ziehen. Noch am selben Tag zelebrierte Metropolit Stefan auf dem Alexander-Newski-Platz ein Tedeum und nahm die Juden öffentlich in Schutz. Er selbst nahm den Großrabbiner von Sofia unter persönlichen Schutz. | 2001 |
| Anna Sertchedziewa                    |               |               | Skopje          | Anna Sertchedziewa unterstützte 1943 Anna Popostefanowa und ihren Ehemann Stefan Popostefanow bei der Rettung des jüdischen Ehepaares Moni und Rachel Kario und ihrer drei Kinder. Nachdem zunächst die Popostefanova die jüdische Familie versteckt hatten, konnten sie dann bei Anna Sertchedziewa unterkommen und danach – organisiert von Stefan Popostefanow – nach Albanien fliehen. | 1983 |
| Assen Suitschmesow                    | 1899          | 1977          | Kjustendil      | Assen Suitschmesow war ein wohlhabender Kaufmann in Kjustendil. Als im Februar 1943 die Deportation der bulgarischen Juden in die Vernichtungslager vorbereitet wurde, gehörte er – zusammen mit Iwan Momtschilow, Wladimir Kurtew und Petar Michalew – zu einer Delegation seiner Stadt, die nach Sofia fuhr, um sich beim Parlament für die Aufhebung der Deportationsbefehle einzusetzen. Die Bemühungen der Delegierten zahlten sich – zusammen mit Bemühungen anderer Repräsentanten von Kirche und Staat – aus und es gelang die Deportationen in vielen Teilen Bulgariens zu verhindern. | 1973 |
| Stanka Stoitschewa                    |               | 1964          | Targowischte    | Stanka Stoitschewa, eine Malerin und Teppichweberin aus Targowischte im Nordosten Bulgariens, versteckte 1943 die schwangere Jüdin Lea Farhi im Getreidespeicher ihrer Familie und half ihr ein Mädchen, Medi Farhi, zur Welt zu bringen. | 2004 |
| Nadejda Wassilewa                     | 6. Aug. 1891  |               | Lom             | Nadejda Wassilewa, die als Waisenkind in jüdischen Familien aufgewachsen war, lebte als Krankenschwester in Lom. 1943 wurden die Juden aus Thrakien zusammengetrieben, in provisorischen Lagern konzentriert und im März 1943 in die Vernichtungslager deportiert. Der Transport ins KZ Treblinka, der insgesamt zwei Wochen dauerte, machte Station in Lom. Dort mussten die Juden drei Tage lang ohne Essen und Trinken in geschlossenen Bussen auf den Weitertransport warten. Nadejda Wasilewa war schockiert als sie die Not und das Leid der Deportierten sah und versorgte sie – trotz der Bedrohungen durch das bulgarische Wachpersonal – sofort mit Wasser und Lebensmitteln. Dank des Schutzes durch den örtlichen Polizeichef wurde sie nicht verhaftet und erhielt die Erlaubnis, Lebensmittel an die thrakischen Juden zu verteilen.  | 2001 |